# Веченай, Иван
Иван Веченай Тишларов (хорв. Ivan Večenaj Tišlarov; 18 мая 1920, Гола — 13 февраля 2013, Копривница) — художник, классик Хлебинской школы и хорватского наивного искусства. Представитель второго, послевоенного поколения наивных крестьянских художников.

## Биография
Иван Веченай — классик Хлебинской школы и хорватского наива, родился 18 мая 1920 года в селе Гола, в Подравине. Был первым из шестерых детей, в очень бедной крестьянской семье. В детстве работал поденщиком на подсобных работах, большую часть своей жизни занимался сельским хозяйством. Занимался ткачеством, что вероятно помогло ему в дальнейшем при занятии живописью.
Его творчество выросло из услышанных в детстве притч, старых сельских легенд, случайно доставшихся книг, церковного пения, глубокой религиозности. Мир его картин составляют сцены из каждодневной сельской жизни, библейские мотивы и народные обычаи.
В 1954 году, художник впервые показал свои работы в Копривнице вместе с И.Генераличем, Д.Гажи, Ф.Филиповичем и М.Ковачичем.
Первая персональная выставка Веченая была организована в 1955 году, а далее его картины объехали весь мир. Работы Ивана Веченая находятся в многих музеях и частных галереях, в том числе в Музее Ватикана, Рим. Почитателями и обладателями картин Веченая стали многие известные люди того времени — Грейс Келли и Ренье III (князь Монако), Принцесса Маргарет, оскароносный актёр Юл Бриннер, папа Иоанн Павел II.
Художественные критики считают Ивана Веченая лучшим колористом среди подравских наивных художников. Знамениты его багровые облака, пасмурные зимы, зеленые коровы и сизые гедонистические петухи.
Художник отмечен множеством наград за свое творчество. Иван Веченай известен у себя на родине и как поэт, прозаик, историк и лексикограф.
О его творчестве сняты фильмы, изданы монографии на разных языках. В родном селе Гола, в отреставрированном семейном доме, находится музей-галерея с коллекцией его лучших картин.